# Eurotyre
Eurotyre est un réseau de Pneus et d'entretien Auto. On retrouve 220 centres en France.
Le réseau est exploité par la société Conticlub.

## Historique
Créé en 2003, Eurotyre a pour actionnaire le fabricant de pneus Continental AG.
BestDrive, Eurotyre et Siligom s’associent pour créer FleetPartner. Les trois réseaux ont en effet décidé d’unir leurs forces et leur maillage (550 points de vente en France) pour proposer à la clientèle flotte et grands comptes nationaux une offre de prestations adaptée à leurs besoins.